# F.F.F. (singolo)
F.F.F. è un singolo della cantante statunitense Bebe Rexha, in collaborazione con il rapper G-Eazy, il secondo estratto dal suo secondo EP All Your Fault: Pt. 1 e pubblicato il 17 febbraio 2017.

## Descrizione
F.F.F. è un brano pop composto in chiave di Sol maggiore con un tempo di 92 battiti per minuto. È stato scritto dalla stessa cantante con la collaborazione di Ben Berger, G-Eazy, Lauren Christ e Ryan McMahon, ed è stato prodotto da Captain Cuts (team di produzione composto da Ben Berger e Ryan Rabin). Il titolo della canzone è un'abbreviazione per "Fuck Fake Friends" ("Al diavolo gli amici falsi"); il brano, infatti, parla del rifiuto di Rexha e G-Eazy di relazioni superficiali e false amicizie. Gli artisti esprimono la loro frustrazione per gli "amici falsi" che non offrono nulla di genuino e tendono a sparire quando le cose si fanno difficili. Si tratta della seconda collaborazione tra i due, dopo Me, Myself & I del 2015.

## Video musicale
Il videoclip, diretto da Emil Nava e girato ad Amsterdam, è stato pubblicato sul canale YouTube della cantante il 9 marzo 2017.

## Tracce
Download digitale
1. F.F.F. (feat. G-Eazy) – 3:22